# 上齊格峰

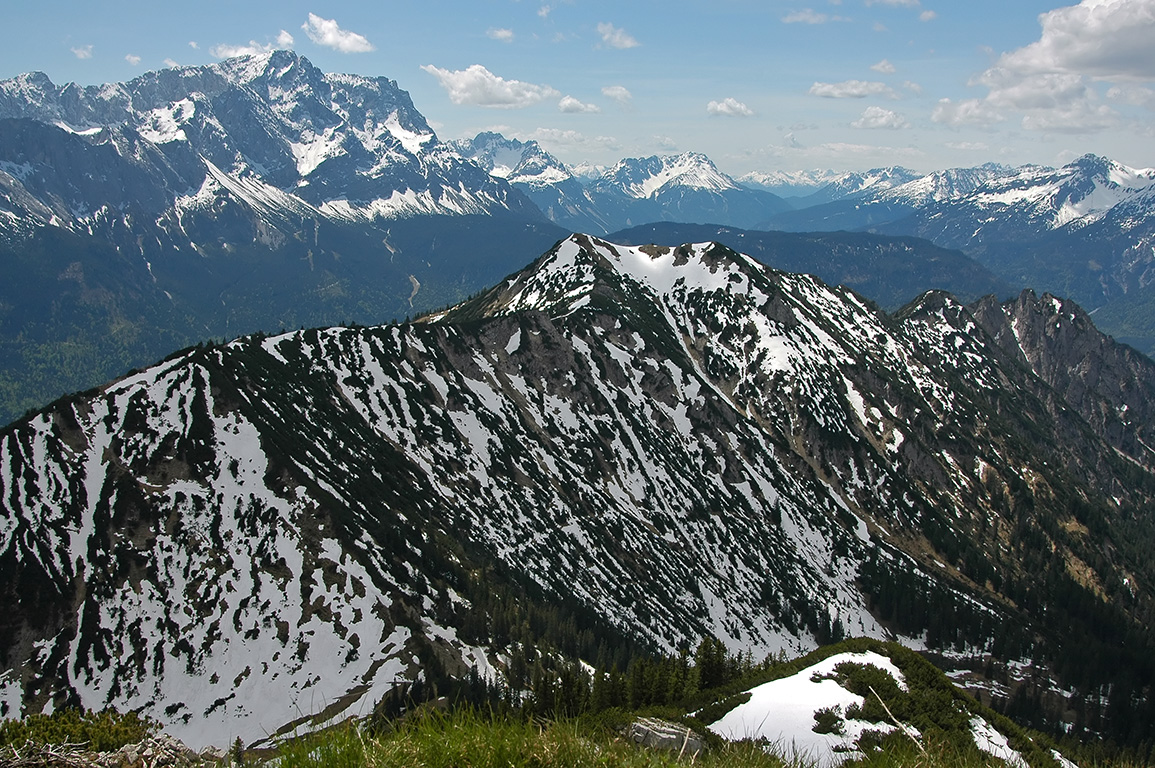

47°30′8″N 11°0′14″E / 47.50222°N 11.00389°E
上齊格峰（德語：Hoher Ziegspitz），是德國的山峰，位於該國東南部，由巴伐利亞負責管轄，屬於阿爾高阿爾卑斯山脈的一部分，海拔高度1,864米，山體在三疊紀時期形成。